# Hauset
Hauset ist ein Dorf der ostbelgischen Gemeinde Raeren im Kanton Eupen. Der Ort mit rund 1700 Einwohnern gehört zur Deutschsprachigen Gemeinschaft. Die Bevölkerung ist deutschsprachig und besteht etwa zur Hälfte aus deutschen Bundesbürgern, die aus dem Aachener Umland stammen. Der Ort liegt rund 260 m über N.N. an dem Flüsschen Göhl und grenzt an den Aachener Wald.

## Geschichte

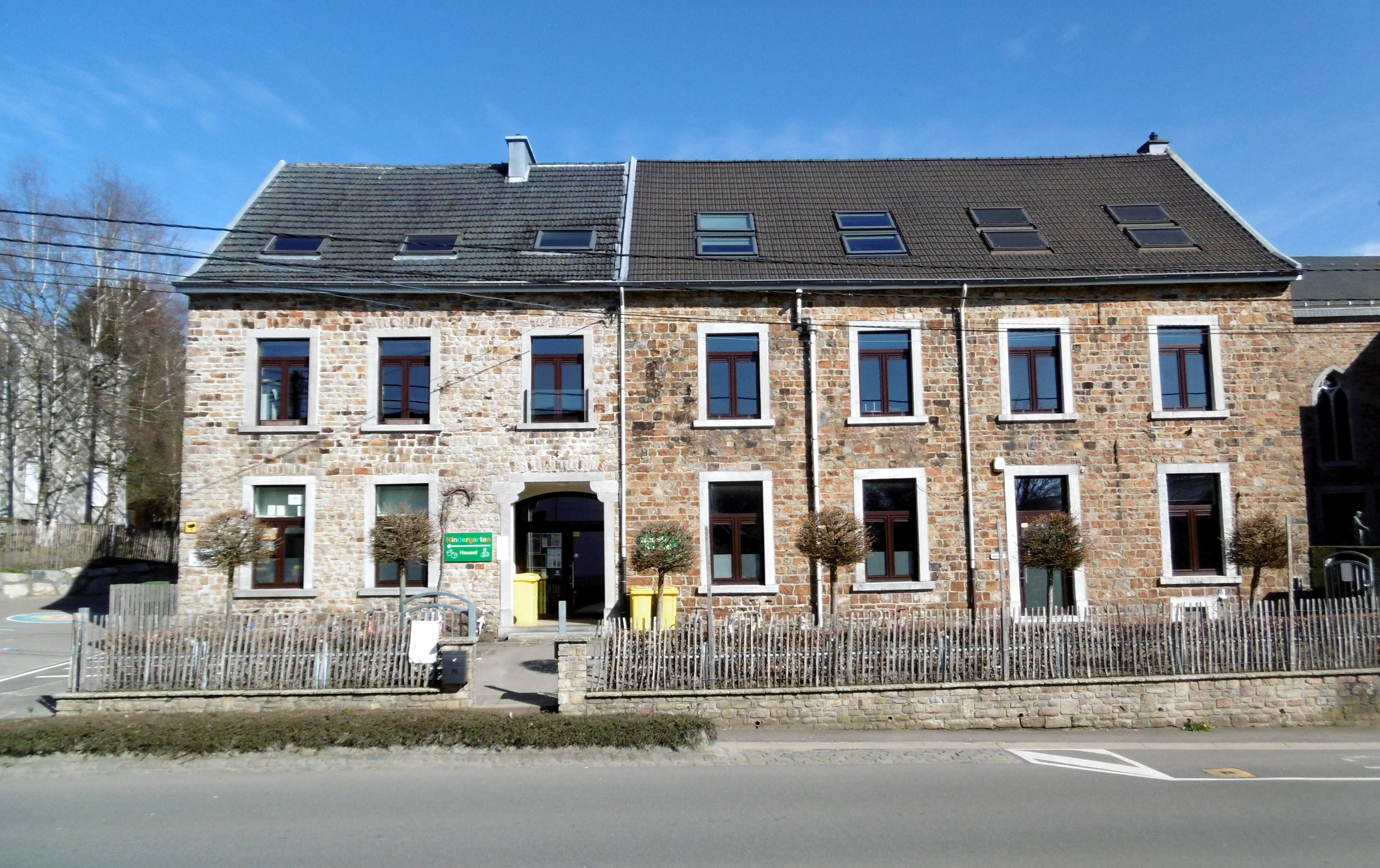
Schule, 1855 eröffnet

Der Name Walhorn findet sich zum ersten Mal 833 in einer Urkunde. Zur Bank Walhorn gehörten alle Orte in der näheren Umgebung. König Heinrich IV. schenkte 1072 die zum Herzogtum Limburg gehörende Bank Walhorn dem Marienstift Aachen.
In einer Urkunde wurde 1266 zum ersten Mal ein „Bosch von Hoisoit“ erwähnt. Wenige Jahre später, im Jahre 1271, wurde in einer Urkunde die Burg von Hauset in Verbindung mit dem Namen „Tilhelm von Holseit“ erwähnt. Der Grundriss der Burg ist heute noch sichtbar.

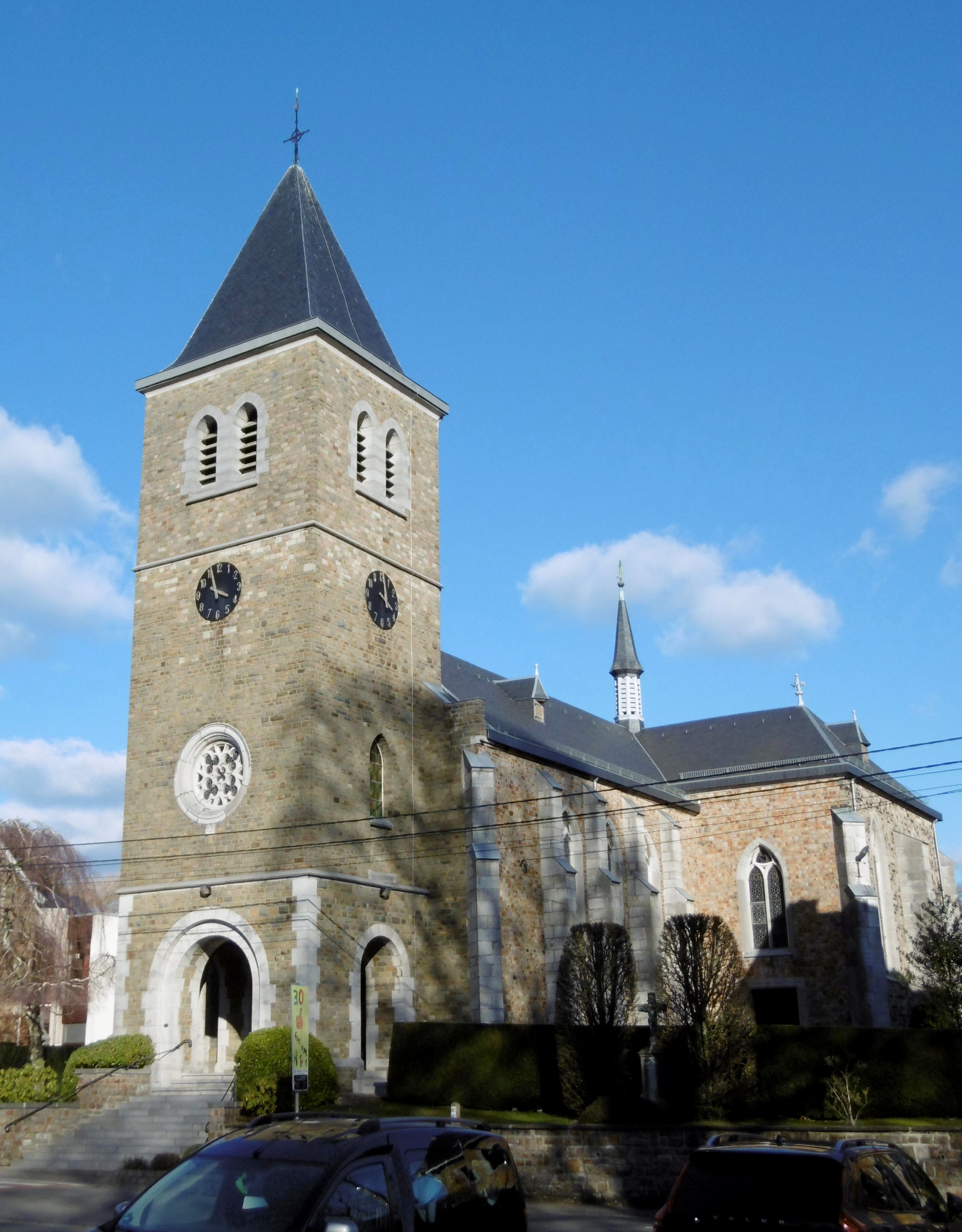
Pfarrkirche Sankt-Rochus

Dem heiligen Rochus wurde die Rochuskapelle geweiht, die nach einer Pestepidemie von 1635 bis 1637 um 1650 erbaut und 1899 restauriert wurde, sowie die neugotische Pfarrkirche St. Rochus von 1858 (erweitert 1908 bis 1910, Glockenturm von 1961). Hauset wurde 1676 von der Pfarre Walhorn losgelöst und der Pfarre Eynatten zugeordnet.
Die nach einem Entwurf von Georg Moller erbaute Hammerbrücke wurde 1843 eingeweiht. Sie war ein zweistöckiger Eisenbahnviadukt über das Göhltal und die Verbindung zwischen Köln, Lüttich, Antwerpen und Brüssel. Der alte Brückenbau wurde zu Beginn des Zweiten Weltkriegs gesprengt.
Hauset wurde 1848 eine selbstständige Gemeinde, wenige Jahre später erfolgte der Bau einer Schule. 1857 wurde in Hauset der Grundstein für die eigene Pfarrkirche gelegt. Seit der belgischen Gemeindereform von 1977 gehört Hauset zur Gemeinde Raeren.
Siehe auch: Wegekreuze und Bildstöcke in Hauset.

## Verkehr
Hauset wird von Fahrten der grenzüberschreitenden Buslinie 14, insbesondere an Sonn- und Feiertagen, bedient und schafft Verbindungen nach Aachen und Eupen. Werktags verkehrt die Buslinie 722 nach Köpfchen und Eupen.
| Linie | Betreiber   | Verlauf |
| ----- | ----------- | --- |
| 14    | ASEAG / TEC | Aachen Bushof – Elisenbrunnen – Misereor – Aachen Hbf – Burtscheid Hauptstr. – Diepenbenden – Linzenshäuschen – Köpfchen Grenze(D) – (Hauset (B) –) Eynatten (B) – (Raeren –) Kettenis – Eupen (AVV-Tarif gilt nur im deutschen Streckenabschnitt) |
| 722   | TEC         | Lichtenbusch Grenze (B) / (Köpfchen Grenze (D) – Hauset (B)) – Eynatten (B) – (Roetgen (D) –) Raeren (B) – Kettenis – Eupen (AVV-Tarif gilt nur in deutschen Streckenabschnitten)                                                                  |

## Persönlichkeiten

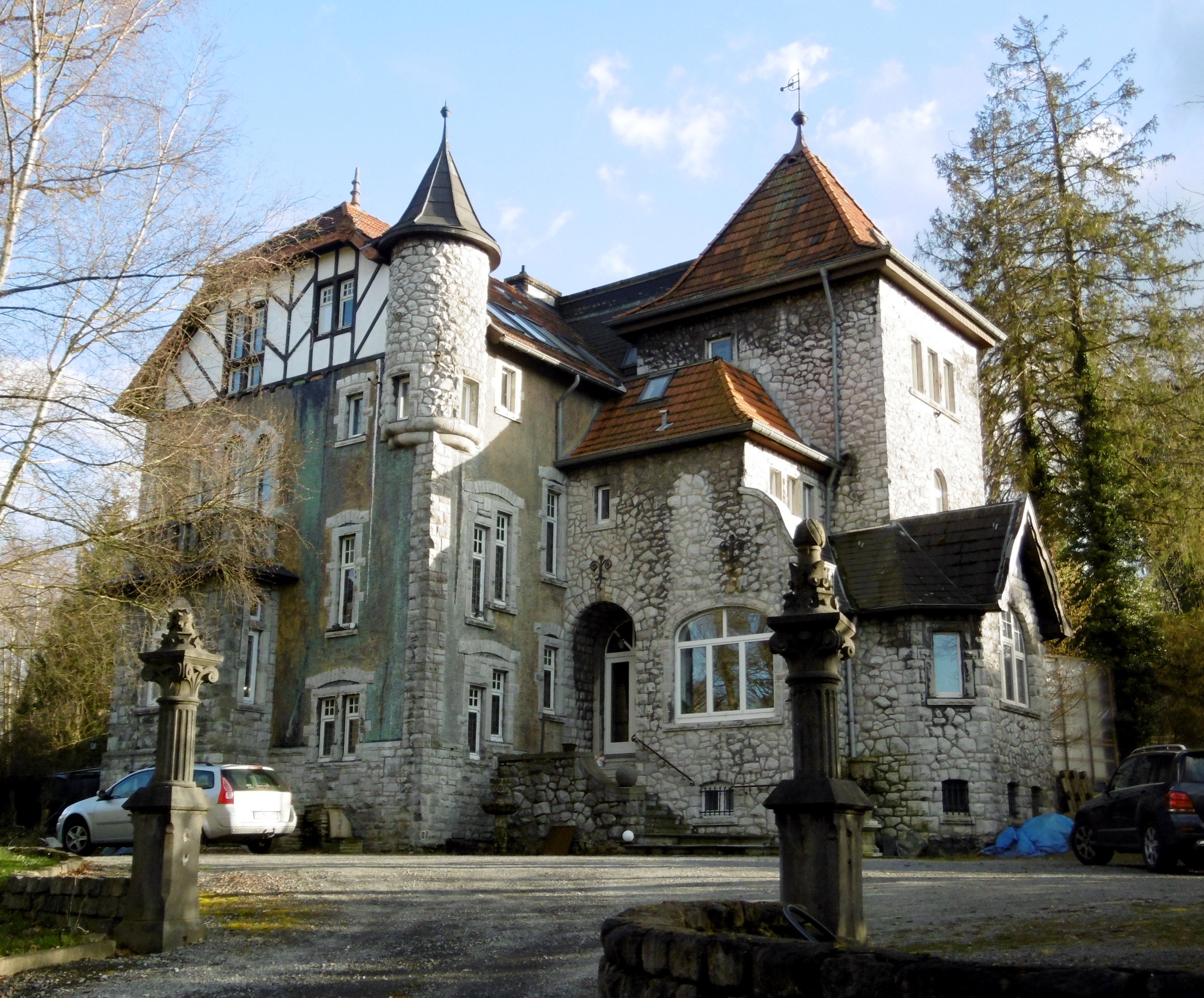
Atelier Ramó/Ramiréz

- Gert Noël (1927–1998), Unternehmer
- Antonio Máro (* 1928), Maler, lebt und wirkt seit 1979 in Hauset
- Rafael Ramírez (* 1959), Maler, lebt und wirkt in Hauset